# Heynella
Heynella es un género monotípico de arbusto epífito de la familia de las apocináceas. Su única especie es Heynella lactea Backer. Es originaria de Asia encontrándose en Java.

## Descripción
Son arbustos epífitos que alcanzan los 25-30 cm de altura. Las hojas son ovadas a oblongas. Las inflorescencias son terminales.

## Taxonomía
Heynella lactea fue descrita por Cornelis Andries Backer y publicado en Blumea 6: 381. 1950.